# Parammobatodes minutus
Espèce
Statut de conservation UICN

 EN B2ab(iii) : En danger
Parammobatodes minutus est une espèce d'abeilles de la famille des Apidae. Elle est présente en Europe. C'est une espèce cléptoparasite, la femelle pond ses œufs dans le nid d'autres abeilles. On pense que ses hôtes sont Camptopoeum friesei et Camptopoeum frontale.

## Répartition et habitat
Cette espèce est présente en Autriche, en Grèce, en Slovaquie, en Hongrie, en Bulgarie, en Roumanie, en Ukraine et en Russie. Elle vit dans les marais salés.